# غول منصر (الرضمة)

تعديل مصدري - تعديل

غول منصر محلة تابعة لقرية المنجر، التابعة لعزلة بني قيس بمديرية الرضمة إحدى مديريات محافظة إب في الجمهورية اليمنية.، بلغ تعداد سكانها 32 حسب تعداد اليمن لعام 2004.